# Fabbrica Italiana Automobili Motori
La FIAM, Fabbrica Italiana Automobili e Motori, è stata una casa automobilistica  italiana attiva dal 1921 al 1927.

## Storia
L'ingegnere torinese Amedeo Peano nel 1921 rilevò la fabbrica bresciana Marzoli & Magri fondando la FIAM con l'intento di realizzare una vetturella equipaggiata con motore di brevetto Sorelli. Dopo aver sviluppato il motore e realizzato il prototipo dello chassis, alla fine del 1923 l'azienda venne trasferita a Torino, nell'opificio di via Sant'Ambrogio 33, dove ebbe inizio la produzione delle automobili.
La realizzazione della carrozzeria era affidata alla Carrozzeria Alessio. Il modello fu presentato alla Fiera di Milano, ricevendo lusinghiere critiche e un buon numero di ordinativi.
Nel 1925 iniziarono gli studi per la seconda serie che fu presentata l'anno successivo e racimolò un numero ancora maggiore di ordinativi. Entrata in produzione nel 1927, i buoni auspici furono cancellati dalla crisi economica che mise in ginocchio l'intera industria automobilistica. La FIAM fu costretta a chiudere i battenti ed essere liquidata nello stesso anno, poche settimane dopo le prime consegne.
Nel 1927 la licenza di costruzione delle auto FIAM viene ceduto alla casa automobilistica  ungherese Manfred Weiss.

## Modelli
Le vetturette erano dotate di un piccolo propulsore a due tempi bicilindrico di 706 cm³ raffreddato ad acqua, capace di spingere il veicolo alla velocità massima di 80 km/h, che sviluppava 11 HP e consumava 1 latta di benzina e 500 grammi d'olio ogni 250 chilometri.
La versione aggiornata, del 1925, aveva un telaio modificato che consentiva la produzione delle versioni "Torpedo 3 posti", "Sport Spider", "Berlina" e "Furgone".
Assai originale il sistema di avviamento, azionabile con una robusta leva piazzata alla destra del posto guida che agiva sull'asse motore, tramite una cremagliera e un ingranaggio a disinnesco calettato, il quale permetteva al guidatore la messa in moto senza scendere dalla vettura.